# サンボアンガ
サンボアンガ（City of Zamboanga、チャバカノ語/スペイン語：Ciudad de Zamboanga、セブアノ語：Dakbayan sa Zamboanga、フィリピン語：Lungsod ng Zamboanga）は、フィリピン・ミンダナオ島の最西端にある大都市。沖合いにはスールー諸島が連なっている。
高度に都市化された街で、フィリピン・コモンウェルス時代の1936年10月12日に市（chartered city）に昇格した、フィリピンでも市制施行が最も早かった都市のひとつ。「ミンダナオの誇り（El Orgullo de Mindanao）」や、「美しいサンボアンガ（Zamboanga Hermosa）」などの異名があり、市政府による観光誘致では「アジアのラテン都市」というブランドが使われている。サンボアンガはフィリピンでも古い植民都市であり、最もスペイン化が進んだ都市で、スペイン文化の残像がいたるところに濃く残っている。

## 概要
サンボアンガの市制施行記念日は、市の守護聖人・ピラールの聖母（Our Lady of the Pillar）を祝うフィエスタ・デル・ピラール（Fiesta del Pilar）の日でもある。1635年6月23日にスペイン人イエズス会士・メルチョール・デ・ヴェラ（Melchor de Vera）は海賊やスールー王国の攻撃に対する備えとして要塞を築いたが、当時「El Real Fuerza de San José」と呼ばれた要塞は、現在ではピラールの聖母を記念して「El Real Fuerza de Nuestra Señora del Pilar de Zaragoza」と呼ばれており、通常はピラール砦（ピラール要塞）と呼ばれる。
面積は1,480平方kmで周囲の28の小島も含まれるなど、フィリピンでもダバオ市などに次ぐ大きさを誇る。2007年の国勢調査では、人口は774,407人で世帯数は177,152であった。人口では国内第6位の都市になる。市に属するバランガイは98を数える。サンボアンガは長らく商業、貿易、保健、教育などにおけるミンダナオ西部の中心地であった。現在ではサンボアンガ市特別経済地域局（Zamboanga City Special Economic Zone Authority、略称 サンボエコゾーン Zamboecozone）が置かれている。サンボアンガではチャバカノ語と呼ばれる、スペイン語と地元マレー系言語との独特のクレオール言語が話されている。ただし共通語としては、フィリピン中部のセブアノ語が使われている。
サンボアンガには3つの総合大学がある。アテネオ・デ・サンボアンガ大学（Ateneo de Zamboanga University）、西ミンダナオ州立大学（Western Mindanao State University）、新設のサンボアンガ大学（Universidad de Zamboanga）である。またサンボアンガはミンダナオ最初のカトリック司教座が置かれた都市である。今日のサンボアンガ大司教管区は1910年に創設され、1958年には大司教に昇格した。

## 地理

### 位置
市はミンダナオ島から長く突き出たサンボアンガ半島の、南西の先端に位置している。マニラからは南へ460カイリ（850km）、ボルネオ島のコタキナバルからは北東へ365カイリ（676km）、インドネシアのマナドからは北東へ345カイリ（640km）。西はスールー海に、東はモロ湾に、南はバシラン海峡(Basilan Strait)とセレベス海に面している。飛行機ではマニラから1時間半、セブ市とダバオ市からは1時間の距離である。

### 気候
市の気候は穏やかで雨季と乾季がある。11月から5月は比較的乾燥し、その他は湿潤である。熱帯低気圧や台風は、通り道に当たらないためめったに被害を及ぼさない。年平均気温は27度で、年降水量は1,362.01mm。
| サンボアンガの気候          | サンボアンガの気候 | サンボアンガの気候 | サンボアンガの気候 | サンボアンガの気候 | サンボアンガの気候 | サンボアンガの気候 | サンボアンガの気候 | サンボアンガの気候 | サンボアンガの気候 | サンボアンガの気候 | サンボアンガの気候 | サンボアンガの気候 | サンボアンガの気候 |
| 月                          | 1月                | 2月                | 3月                | 4月                | 5月                | 6月                | 7月                | 8月                | 9月                | 10月               | 11月               | 12月               | 年                 |
| --------------------------- | ------------------ | ------------------ | ------------------ | ------------------ | ------------------ | ------------------ | ------------------ | ------------------ | ------------------ | ------------------ | ------------------ | ------------------ | ------------------ |
| 平均最高気温 °C （°F）      | 31.9 (89.4)        | 32.0 (89.6)        | 32.3 (90.1)        | 32.6 (90.7)        | 32.4 (90.3)        | 31.7 (89.1)        | 31.4 (88.5)        | 31.7 (89.1)        | 31.8 (89.2)        | 31.8 (89.2)        | 31.7 (89.1)        | 32.1 (89.8)        | 31.95 (89.51)      |
| 日平均気温 °C （°F）        | 27.2 (81)          | 27.3 (81.1)        | 27.7 (81.9)        | 28.0 (82.4)        | 28.1 (82.6)        | 27.7 (81.9)        | 27.4 (81.3)        | 27.5 (81.5)        | 27.6 (81.7)        | 27.5 (81.5)        | 27.5 (81.5)        | 27.4 (81.3)        | 27.58 (81.64)      |
| 平均最低気温 °C （°F）      | 22.4 (72.3)        | 22.5 (72.5)        | 23.2 (73.8)        | 23.4 (74.1)        | 23.9 (75)          | 23.6 (74.5)        | 23.3 (73.9)        | 23.4 (74.1)        | 23.3 (73.9)        | 23.2 (73.8)        | 23.3 (73.9)        | 22.7 (72.9)        | 23.18 (73.72)      |
| 降水量 mm （inch）          | 32.4 (1.276)       | 45.6 (1.795)       | 37.1 (1.461)       | 53.3 (2.098)       | 81.3 (3.201)       | 125.8 (4.953)      | 136.4 (5.37)       | 114.0 (4.488)      | 133.9 (5.272)      | 157.1 (6.185)      | 98.8 (3.89)        | 51.0 (2.008)       | 1,066.7 (41.997)   |
| 出典：Hong Kong Observatory |                    |                    |                    |                    |                    |                    |                    |                    |                    |                    |                    |                    |                    |

### 周囲の島々
サンボアンガ市には28の離島が属しており、サンボアンガの司法権の管轄下にある。いくつかの島は有人島で、その他の島も漁業やスキューバダイビングで訪れる人がいる。サンタクルス諸島はピンクのサンゴからできた砂で覆われたピンク色のビーチが世界的にも希少で有名になっている。島々は多様なサンゴや貝類に恵まれており、現在知られている貝の種の半分はスールー海に生息している。
島の一覧は以下の通り。
| - Bacungan Island - Baong Island - Bobo Island - Buguias Island - Cabog Island - Camugan Island - Gatusan Island - Great Santa Cruz Island - Kablingan Island - Lambang Island - Lamunigan Island - Lapinigan Island - Little Malanipa Island - Little Santa Cruz Island | - Malanipa Island - Panganaban Island - Pangapuyan Island - Pitas Island - Sacol Island - Salangan Island - Sinunug Island - Taguiti Island - Tictabon Island - Tigburacao Island - Tumalutap Island - Vilan Vilan Island - Visa Island - Vitali Island |

## 歴史
サンボアンガ半島周辺地域は3万年前からの人類の居住が確認されている。当初はスバノン族（Subanon）やルタオ族（Lutao）が住み、後にイスラム化した民族のサマール族（Samal/Banguingui）、バジャウ族（Bajau）、タウスグ族（Tausug）、ヤカン族（Yakan）が続いた。
伝承では、初期のオーストロネシア語族の移住者は、山に住むスバノン族、川岸にいた民族、「花の豊かな地」という意味のジャンバンガン Jambangan という平野に住んでいたルタオ族だった。その後、彼らの子孫で低地に住んだ人々、ボートに乗ってきた人々や海を漂泊する人々、バジャウ族やサマール族がこの地を「サンボアンガン Samboangan」と呼んだ。サンボアンガンはジャンバンガンから来たものという説もある。スペイン人が作図した初期の地図では、すでにサンボアンガンの地名が現れ、「船が着くところ」を意味すると言う説明がなされている。またサンボアンガンは、サマール族やバジャウ族が浅瀬で船を進ませるときに使う木の棒「サブアン sabuan」から来たという説もある。初期のスペイン人植民者はここを「エル・プエブロ・デ・ルタオ El Pueblo de Lutao」、ルタオ族の地と呼んだ。
現在聖母マリアの聖堂になっているピラール砦は、1635年にスペインの植民地政府に属するイエズス会士が建て、以来スールー王国との最前線として、またスペイン兵とモロ人海賊・スールー兵との数々の戦いの場となってきた。

### アメリカ植民地
アメリカの植民地支配が始まると、サンボアンガは多くの米人地方総督を迎えた。中には1909年から1914年までモロ州（当時）の総督・軍指揮官を務めたジョン・パーシングもいた。当時サンボアンガはモロ州の州都であった。
第二次世界大戦前、サンボアンガ市はミンダナオ州とサンボアンガ州の州都として、全ミンダナオの商業、交易、政治の中心だった。太平洋戦争が始まると市内のペティット兵舎は米陸軍第43歩兵連隊の駐屯地となったが、1942年3月2日に日本軍はサンボアンガに上陸し、4月には米軍は降伏した。日本軍はサンボアンガに司令部を置いたが、1945年3月、ミンダナオ島の戦いの序盤で米軍に奪還された。

### 過激派テロと観光
1990年代以来、サンボアンガ市は過激派テロ集団アブ・サヤフによる西洋人誘拐や誘拐未遂事件の現場と連想されるようになったが、これは記者が危険地帯から安全なサンボアンガに戻り、ここからニュースを発信した影響がある。サンボアンガにはフィリピン軍の南部司令基地があり、実際には一般的に治安はよく、テロとは無縁であった。
しかし2002年10月17日、ビジネス街で2発の爆弾が爆発し6人が死亡し150人前後が負傷するテロが起きた。また同時期、観光地ピラール要塞でも爆弾が爆発し、警備に当たっていた兵士1人が死亡した。2003年、300人のアメリカ軍軍事顧問団がフィリピン軍と行動を共にし、掃討作戦を開始した。またサンボアンガ市は米比両軍によるフィリピン南部対テロ戦の訓練場となり、アメリカ軍の新たな拠点と化した。また米軍特殊部隊がフィリピン軍兵士や警察に対する訓練も行った。
マニラのフィリピン政府はかつて外交官も含む外国人に対しサンボアンガから離れるよう勧告したことがある。またアメリカなど各国の外務省もこの地域への旅行に対し注意を喚起した。
フィリピン観光省は市長と共に、市の観光復興のためにサンボアンガの安全と魅力をアピールする活動を行っており、また、ここ数年警察や軍の実力も増し、外国人に対するテロは起きていなかったが、2010年8月5日空港到着ロビーがある建物の外側で、爆発が発生し、少なくとも2名が死亡、20名あまりが負傷した。死亡者のうち1名が爆弾を所持していたという報道もあり、爆弾テロの可能性を否定できていない。
2013年9月9日、モロ民族解放戦線が海岸部から侵入。沿岸部の集落を占拠した（en:Zamboanga City crisis）。住民1万人以上が避難し、フィリピン軍は200人の精鋭を送り込んで、12日には現地警察部隊とともに戦闘を開始した。しかし、モロ民族解放戦線は、20人ほどの市民を人質に取り、人間の盾としており、軍は思い切った攻勢に出られなくなっている。市街地では、戦闘の影響により火災が発生している。2013年9月13日、政府と武装集団との間で、停戦合意が交わされた。しかし、実際には9月14日も戦闘が続き、9月15日には休戦協定が決裂したと発表された。結果的に戦闘は、9月を通じて行われ政府（軍・警察）側がモロ民族解放戦線を圧倒する形で終了したが、期間を通じて住民約10万人が郊外へ避難する事態となった。

## 経済
サンボアンガの経済は農業と漁業に大きく依存している。人口の70%がこれらの産業に従事して収入を得ている。市域内には560平方kmの耕作地と、700平方kmの果樹など恒久的な作物（多くはココナツ）を植えている農地がある。農民は年に平均で8万6千トンのココナツ、2万6千トンのコメ、1万1千トンのトウモロコシを生産している。また、年間の魚の生産量（海からの水揚げと、内陸の養殖池の分も合わせたもの）は平均で年に1,600トンになる。
サンボアンガ市は近年、海草の養殖が拡大している。従事者は2000人近くになり、沖合いの4.07平方kmの海域で養殖が行われている。年平均生産量は1万4千トンである。
1993年以来、市に対する経済投資は急増している。1995年には輸出の伸び率は年6%で、以後も成長し続けている。輸出品のトップはココナツ油で、以下海産物、加工食品と続く。経済の発展を加速させるため、市政府は予算の44%を経済活動支援やインフラ整備に当ててきた。ルソン島（スービック）以外では唯一の自由港と経済特区も法制化され、すでに動いている。水道、発電、通信も、成長する経済を支えるため増強が進められている。

## 交通
道路の99%はコンクリートで舗装されている。周辺部では、市政府は農場から市場に作物を運ぶための道路を整備し、その総延長は667kmにのぼる。市内交通はジープニーやトライシクル（サイドカー付オートバイ）が中心で、タクシーは個人経営のものを除きあまり発達していない。
サンボアンガ市は19の港と埠頭（うち12は私有）がある。もっとも大きな埠頭は政府運営の埠頭で、20隻が同時に接岸できる。サンボアンガを経由する定期貨物航路は25に及ぶ。
サンボアンガ国際空港からは、エアフィル・エクスプレスがマレーシアのサンダカンとの間を運航している(2013年4月就航)。国内線では5つの航空会社がマニラやセブなど各地に定期便を飛ばしている。

## 祭り
イスラム教の祭典は西暦では毎年日が変わる。
- 聖週間

3月から4月にかけて行われ、四旬節を祝い、受難日（グッド・フライデー）には十字架を背負うキリストや磔刑を再現した行列（Santo Entierro）が行われ最高潮に達する。
- フロレス・デ・マヨ（Flores de Mayo）

5月1日から31日までは聖母マリアのための祭典がすべてのカトリック教会で行われる。白いドレスを着た子供たちが聖母像に花を捧げる。市内のいくつかの地域では、地元の女性たちがエスコートされ行列する伝統的なサンタ＝クルサン（Santa-cruzan）が行われる。
- イスラ・ワル・ミラージュ（Isra Wal Miraj）

5月9日（年により）はムハンマドの夜の旅と昇天を記念する祭典である。
- イード・アル＝フィトル（Eid al-Fitr/Hari Raya Puasa）

ムスリムの断食明けの大祭。
- サンボアンガ・エルモサ・フェスティバル / フィエスタ・ピラール（Zamboanga Hermosa Festival (Fiesta Pilar)）

10月3日から12日はフィエスタ・ピラールが行われ、10月12日に最高潮を迎える。これはピラール砦にある奇跡的な聖母像を記念して行われる。1週間にわたるミサ、文化祭典、農業発表会、展覧会、2日間にわたるマルディグラパレード、レガッタ、たいまつ行列、花火、カーニバルなどが続く。最後は行列と砦におけるミサで幕を閉じる。サンボアンガ市のみならず、サンボアンガ半島全体でもっとも楽しみとされる祭り。
- 無原罪のお宿りの祭典（Feast of the Immaculate Conception）

12月8日は聖母マリアを記念する祭典の日。伝統的に行列とミサが行われる。
- マウリド・アン＝ナビ（Maulidin-Nabi）

12月27日は預言者ムハンマドの誕生日の祝典の日（預言者生誕祭）。

## 見所
ピラール要塞（ピラール砦、Fort Pilar）
市の文化的・歴史的ランドマーク。現在は、かつて守備隊のあった場所に聖母マリアの祭壇がある。要塞のある地域は国立博物館やパティオもある。
市役所（City Hall, city proper）
アメリカ政府の手により1905年に建設が始まり、1907年に完成した元総督府。
パソナンカ公園（Pasonanca Park）
市役所の北にあり、緑の豊かさで親しまれる。公共プール、キャンプサイト、コンベンションセンターもある。
無原罪のお宿りのメトロポリタン大聖堂（Metropolitan Cathedral of the Immaculate Conception）
サンボアンガ大司教の本拠。1998年から2000年にかけて建設された、二層式カテドラル。チャペルが1階にあり、メインとなる教会堂は2階にある。ミンダナオで最も近代的な大聖堂。戦前は、サンボアンガ大学の敷地内に建っていたが、戦後1956年に再建された。現在のものは2度目の再建に当たる。
ペティット・バラックス（Pettit Barracks）
1899年11月15日にサンボアンガがアメリカ軍によって陥落した後、アメリカ軍の兵舎となったところ。後にサンボアンガの市政に責任を持つ監察官となったジェームズ・S・ペティット大佐の名に由来する。1942年から1945年に日本軍に占領されたが、1945年3月10日にアメリカ軍が奪還し、1946年7月4日、フィリピンに返還された。
上院議員ホアキン・F・エンリケス記念コンプレックス（Assemblyman Joaquin F. Enriquez Memorial Complex）
57,500平方mのスポーツ施設。1992年3月6日にナショナル・ゲームズ（Palarong Pambansa）開催のため完成。世界でも2例目の最新式のラバー・コーティングが近年オーバル部分に施された。
タルクサンガイ・ビレッジ（Taluksangay Village）
市のはずれ、ムスリムが主な人口を占める地域。カラフルなモスクが有名。
ヤカン・ウィービング・ビレッジ（Yakan Weaving Village）
サンボアンガにあるヤカン族の共同体。伝統的なヤカンの織物や陶器、ゴングなどを作っている。

## 姉妹都市
- モンテンルパ、フィリピン
- ブトゥアン、フィリピン
- カガヤン・デ・オロ、フィリピン
- ディポログ、フィリピン
- Trece Martires、フィリピン
- サラゴサ、スペイン
- プカンバル、インドネシア
- Bengkulu、インドネシア